# Гайрати
Гайратий (узб. Gʻayratiy/Ғайратий; настоящее имя — Абдурахим Абдуллаев; 16 декабря 1902 — 22 января 1976) - поэт, прозаик, автор сатирических произведений, детский писатель, педагог. Заслуженный работник народного образования. Народный поэт Узбекской ССР. Гайратий - псевдоним, настоящая фамилия Абдуллаев Абдурахим. Гайратий стоял у истоков узбекской советской литературы XX века, один из тех кто внес свой вклад в рождение и развитие узбекской литературы XX века.

## Биография
Абдурахим Абдуллаев родился в Ташкенте 16 декабря 1902 года в махалле Дегрез, в семье строителя. Отец, по воспоминаниям поэта, интересовался литературой, искусством, в доме часто бывали друзья поэты, которые читали свои произведения. Гайратий очень рано потерял мать и отец вынужден был отдать его на воспитание кормилицы. Звали её Аимхан, она учила девочек грамоте в местной духовной школе и занялась образованием своего воспитанника. В 10 лет он возвращается в свою семью. В 1915 году Гайратий окончил начальную школу и поступил в медрессе (духовно-просветительская школа для подростков). В 1918 году поступил на педагогические курсы. С 1920 года стал работать учителем и серьёзно занимается литературой.

## Творчество
В 1921 г. Гайратий опубликовал в газете "Кизил байрок" (Красное знамя) свое первое стиховорение "Детская неделя". В 1924 г. в Ташкенте стал издаваться женский журнал "Новый путь", главным редактором которого была Лола Сайфуллина (Арсланова) и его первые прозаические произведения, рассказы "Нищая женщина", "Мать" и другие были опубликованы в этом журнале. В 1924-25 гг. Гайратий знакомится с поэтом, драматургом, композитором, основоположником узбекского драматического театра Хамзой Хаким заде Ниязи, который организовал в Ташкенте Национальный театр (ныне Академический театр драмы). Там Гайратий стал работать литературным сотрудником. В 1926 г. Гайратий поступает в Бакинский университет, на восточный факультет, но в 1928 г. был вынужден вернуться в Ташкент по семейным обстоятельствам. В Баку он познакомился с поэтами: С.Рустам, Ж.Джабарли, Стальским и другими. Опубликовал свои стихи на азербайджанском языке, переводил азербайджанских поэтов на узбекский язык. До конца жизни он был благодарен восточному факультету Бакинского университета, так как неплохо владел многими восточными языками, мог читать классиков восточной поэзии в оригинале. В 1927 году вышел сборник Гайратий «Голос свободы» (Эрк товуши). За ним последовали сборники «Темп» и «Золотая молодость» (Олтин ёшлик). В 1930-е годы увидели свет поэмы Гайратий «Письмо матери» (Онамга хат) и «Джинаста». В 1930 году в Узбекистане был организован УзАПП (наподобии РААП в России) членом которого был до 1934 года. С 1934 года и до конца своей жизни был членом Союза писателей СССР. В 1934 году Гайратий был делегатом 1 Съезда писателей СССР, был выбран в Оргкомитет от Узбекистана и 15 дней работал с Горьким, Шолоховым, Фадеевым и другими. В годы Великой Отечественной войны писал преимущественно стихотворения на военную тематику. В 1941 г. - 1942 г. по ложному обвинению был репрессирован, но благодаря поддержке и ходатайству таких писателей как: Ал.Толстой, Ив. Ле, Якуб Колас был реабилитирован, но ещё некоторое время не имел права жить в Ташкенте, жил за чертой города в Таш. области. После войны специализировался на поэзии для детей: в 1950-е годы из под его пера вышли пьеса «Белая астра», повесть «Незабываемые дни», «Рассказы». Крупным произведением стала поэма «Фуркат», вышедшая в 1959 году. В 1960-е годы были напечатаны его сборники «Песни бессмертия», «Растерянность», «Вы молодость моя», «Стихи» и «Наш Хамза». В 50-е годы учительствует и руководит литкружком в Доме пионеров имени Н.Островского, где сумел воспитать целую плеяду узбекских литераторов, ставшими известными во второй половине XX века: Юсуф Шомансур, Эркин Вахидов, Хайриддин Салох, Тулкин, Анвар Эшонов, Тамилла Косимова и другие. Гайратий активно работал как педагог, сотрудничал в сатирическом журнале "Муштум" (Кулак), занимался прозой и поэзией до конца своей жизни. Творчество Гайратий изучено в различных учебных пособиях, журналах и альманахах.

## Награды
- два ордена «Знак Почёта» (18.03.1959,[1] 25.12.1972)